# کوستاس کاریوتاکیس
کوستاس کاریوتاکیس (یونانی: Κώστας Καρυωτάκης؛ ۳۰ اکتبر ۱۸۹۶ – ۲۱ ژوئیهٔ ۱۹۲۸) نویسنده، مترجم و شاعر اهل یونان بود. او یکی از نخستین شاعرانی بود که از درون‌مایه‌های شمایل‌شکنانه در شعر یونانی استفاده کرد. استفاده از طبیعت و تصویرپردازی در اشعار او فراوان‌اند و ردپای اکسپرسیونیسم و سورئالیسم در آن‌ها به چشم می‌خورد. اکثر معاصران کاریوتاکیس او را جدی نگرفتند اما پس از خودکشی‌اش، اکثریت به سمت این دیدگاه رفتند که او در واقع شاعر بزرگی بود. او از تاثیرگذارترین چهره‌ها بر شاعران مدرن یونان بوده است.